# Acesina mendava
Acesina mendava är en fjärilsart som beskrevs av Corbet 1941. Acesina mendava ingår i släktet Acesina och familjen juvelvingar. Inga underarter finns listade i Catalogue of Life.